# Shone
Shone è un singolo del rapper statunitense Flo Rida, pubblicato nel 2009 ed estratto dal suo secondo album in studio R.O.O.T.S.. Il brano vede la partecipazione del cantante statunitense Pleasure P.

## Tracce
- Download digitale

1. Shone (featuring Pleasure P) – 4:24

## Classifiche
| Classifica (2009) | Posizione raggiunta |
| ----------------- | ------------------- |
| Stati Uniti       | 57                  |